# Mimaletis reducta
Mimaletis reducta là một loài bướm đêm trong họ Geometridae.